# 流苏香竹
流苏香竹（学名：Chimonocalamus fimbriatus）为禾本科香竹属下的一个种。